# Ilmārs Bricis
Ilmārs Bricis (Riga, 9 luglio 1970) è un ex biatleta lettone, primo atleta del suo Paese a vincere una medaglia iridata e ad andare a podio in Coppa del Mondo.
È marito di Andžela e padre di Anete, a loro volta biatleta e fondiste di alto livello.

## Biografia
In Coppa del Mondo ottenne il primo risultato di rilievo il 4 marzo 1993 a Lillehammer (100°) e il primo podio il 7 marzo 1998 a Pokljuka (3°).
In carriera prese parte a sei edizioni dei Giochi olimpici invernali, Albertville 1992 (39° nella sprint, 61° nell'individuale, 16° nella staffetta), Lillehammer 1994 (11° nella sprint, 16° nella staffetta), Nagano 1998 (32° nella sprint, 5° nell'individuale, 6° nella staffetta), Salt Lake City 2002 (40° nella sprint, 51° nell'inseguimento, 39° nell'individuale, 17° nella staffetta), Torino 2006 (12° nella sprint, 4° nell'inseguimento, 28° nella partenza in linea, 19° nell'individuale, 16° nella staffetta) e Vancouver 2010 (14° nella sprint, 32° nell'inseguimento, 74° nell'individuale, 19° nella staffetta), e a quindici dei Campionati mondiali, vincendo due medaglie.

## Palmarès

### Mondiali
- 2 medaglie:
  - 2 bronzi (individuale[3] a Pokljuka 2001; sprint[3] a Hochfilzen/Chanty-Mansijsk 2005)

### Coppa del Mondo
- Miglior piazzamento in classifica generale: 11º nel 1998
- 5 podi (tutti individuali[2]), oltre a quelli ottenuti in sede iridata e validi anche ai fini della Coppa del Mondo:
  - 3 secondi posti
  - 2 terzi posti